# Norder-Holmtjärnen (Frostvikens socken, Jämtland)
Norder-Holmtjärnen är en sjö i Strömsunds kommun i Jämtland och ingår i Ångermanälvens huvudavrinningsområde. Sjön har en area på 0,125 kvadratkilometer och ligger 490 meter över havet. Norder-Holmtjärnen ligger i Frostvikenfjällen Natura 2000-område.

## Delavrinningsområde
Norder-Holmtjärnen ingår i det delavrinningsområde (715512-145409) som SMHI kallar för Utloppet av Norder-Holmtjärnen. Medelhöjden är 498 meter över havet och ytan är 0,34 kvadratkilometer. Räknas de 23 avrinningsområdena uppströms in blir den ackumulerade arean 28,82 kvadratkilometer. Vattendraget som avvattnar avrinningsområdet har biflödesordning 4, vilket innebär att vattnet flödar genom totalt 4 vattendrag innan det når havet efter 284 kilometer. Avrinningsområdet består mestadels av skog (63 procent). Avrinningsområdet har 0,13 kvadratkilometer vattenytor vilket ger det en sjöprocent på 36,3 procent.